# Зароченцев Роман Сергійович
Роман Сергійович Зароченцев (нар. 11 червня 1979) — український футболіст.

## Життєпис
Вихованець ДЮСШ «Буковина» (Чернівці), перший тренер — Валерій Семенов. Під час зимової перерви сезону 1998/99 років був переведений до першої команди «буковинців». У футболці чернівецького клубу дебютував 5 квітня 1999 року в нічийному (0:0) домашньому поєдинку 21-о туру Першої ліги проти донецького «Шахтаря-2». Роман вийшов на поле на 77-й хвилині, замінивши Ігора Мігалатюка. У складі «Буковини» виступав до завершення сезону 1999/00 років, за цей час у Першій та Другій лізі зіграв 26 матчів, ще 1 поєдинок відіграв у кубку України.
Сезон 2000/01 років розпочав у друголіговому «Красилові». Дебютував у футболці «городян» 29 липня 2000 року в переможному (3:0) иїзному поєдинку попереднього етапу кубку України проти «Тернополя-Ниви-2». Зароченцев вийшов на поле в стартовому складі та відіграв увесь матч. У Другій лізі дебютував за красилівську команду 26 серпня 2000 року в переможному (1:0) виїзному поєдинку 3-о туру групи А проти «Газовика» (Комарно). Роман вийшов на поле на 65-й хвилині, замінивши Олексія Сенделя, а на 83-й хвилині відзначився переможним для своєї команди голом. У складі «Красилова» зіграв 12 матчів у Другій лізі та по 1 поєдинку в кубку України та кубку Другої ліги України.
Під час зимової перерви сезону 2000/01 років повернувся до «Буковини». Дебютував за чернівчан після свого повернення 21 березня 2001 року в програному (0:1) виїзному поєдинку 18-о туру Першої ліги проти одеського «Чорноморця». Зароченцев вийшов у стартовому складі та відіграв увесь матч. Дебютним голом у складі буковинського колективу відзначився 15 листопада 2001 року на 87-й хвилині переможного (1:0) домашнього поєдинку групи А Другої ліги проти ужгородського «Закарпаття-2». Роман вийшов на поле в стартовому складі та відіграв увесь матч. У футболці «Буковини» в чемпіонатах України зіграв 109 матчів, в яких відзначився 9-а голами, ще 6 матчів провів у кубку України. У сезоні 2006/07 років виступав за футзальний клуб «Меркурій» (Чернівці). У 2007 році зіграв 1 матч у футболці ФК «Лужан» в аматорському чемпіонаті України. З 2012 по 2014 рік захищав кольори аматорського клубу «Зарінок» (Тисовець).
По завершенні кар'єри футболіста проживає й надалі в Чернівцях, займається підприємництвом. З вересня 2017 року тренер ДЮСШ «Спарта» (Чернівці).

## Досягнення
- Переможець Другої ліги України (1): 1999/00